# پناهگاه صخره‌ای درمران
پناهگاه صخره‌ای درمران مربوط به مفرغ است و در شهرستان خرم‌آباد، بخش دوره چگنی، دهستان دوره، ۷۰۰ متری جنوب روستای برکه واقع شده و این اثر در تاریخ ۲۲ اسفند ۱۳۸۵ با شمارهٔ ثبت ۱۸۱۷۹ به‌عنوان یکی از آثار ملی ایران به ثبت رسیده است.